# Solarium 2.0
Solarium 2.0 – drugi album studyjny polskiej wokalistki Karoliny Czarneckiej. Został wydany 20 kwietnia 2018 przez Karrot Kommando.
Za muzykę odpowiedzialny jest skład UV, który tworzą Michał Górczyński i Jacek Kita. Teksty napisali Czarnecka i Michał Walczak (reżyser, dramatopisarz, założyciel grupy Pożar w Burdelu).
Płyta ukazała się dzięki wsparciu finansowemu województwa podlaskiego.

## Lista utworów
| Nr  | Tytuł utworu                 | Słowa                              | Muzyka | Produkcja        | Długość |
| --- | ---------------------------- | ---------------------------------- | ------ | ---------------- | ------- |
| 1.  | „Mój Pokój”                  | Karolina Czarnecka, Michał Walczak | UV     | Andrzej Izdebski | 3:08    |
| 2.  | „Tina”                       | Czarnecka, Walczak                 | UV     | Izdebski         | 1:40    |
| 3.  | „Anaruk”                     | Czarnecka, Walczak                 | UV     | Izdebski         | 4:05    |
| 4.  | „Ronja”                      | Czarnecka, Walczak                 | UV     | Izdebski         | 3:48    |
| 5.  | „Biały Kucyk”                | Czarnecka, Walczak                 | UV     | Izdebski         | 4:04    |
| 6.  | „Wycinanka”                  | Czarnecka, Walczak                 | UV     | Izdebski         | 4:08    |
| 7.  | „Inkuby Sukkuby”             | Czarnecka, Walczak                 | UV     | Izdebski         | 3:37    |
| 8.  | „Solarium”                   | Czarnecka, Walczak                 | UV     | Izdebski         | 3:27    |
| 9.  | „Księżniczkowisko”           | Czarnecka, Walczak                 | UV     | Izdebski         | 3:52    |
| 10. | „Marsz Śmieci”               | Czarnecka, Walczak                 | UV     | Izdebski         | 5:21    |
| 11. | „Piosenka o Niekońcu Świata” | Czarnecka, Walczak                 | UV     | Izdebski         | 3:21    |
| 12. | „Przytulisko”                | Czarnecka, Walczak                 | UV     | Izdebski         | 3:54    |
| 13. | „Igloo”                      | Czarnecka, Walczak                 | UV     | Izdebski         | 5:53    |
|     |                              |                                    |        |                  | 50:18   |